# Skhul V
Skhul V è il fossile di un cranio di un ominide della specie Homo sapiens scoperto nella Grotta di Skhul in Israele nel 1932 da Theodore McCown e Hallam L. Movius, Jr..

## Descrizione
Il fossile è stato recuperato insieme agli scheletri di altri nove adulti e bambini. Alcune caratteristiche anatomiche, come le arcate sopracciliari sopra gli occhi del cranio maschile di Skhūl V, ricordano i più antichi ominidi, tanto che a lungo si dibatté sulla sua classificazione, ma alla fine fu classificato come H. sapiens.